# Copyright Clearance Center
Copyright Clearance Center (CCC) - американская компания,  занимающаяся  коллективными авторскими правами заинтересованных пользователей. 

## История
ССС основана в 1978 году как некоммерческая организация в ответ на обсуждения, предшествовавшие закону Об авторском праве 1976 года. Основной задачей общества была защита авторских прав в США.

## Лицензирование
CCC являясь брокером лицензий, часть средств, которые она собирает тратит на свои нужды. Компания  выплачивает более 70% своих доходов  в виде лицензионных отчислений правообладателям,  30% остается у компании в качестве комиссии за свои услуги.
CCC защищает авторские материалы в книгах, журналах, газетах,  фильмах, телепередачах, изображениях, блогах и электронных книгах. Лицензионный сбор выплачивается издателям и создателям контента за использование их произведений. 
Для предоставления услуг по лицензированию авторских прав европейских компаний в области печати и  контента в книгах, журналах, газетах, журналах и изображениях в 2010 году была создана компания Европейская Copyright Clearance Center. 
"Коллективное лицензирование" является добровольным. Лицензии предлагаются для различных учреждений, например, для корпораций (Годовая лицензия на авторские права) или научных учреждений.
Copyright Clearance Center занимается лоббированием интересов и судебными тяжбами с целью расширения сферы авторского права.

## Внешние ссылки
- Официальный сайт Архивная копия от 13 марта 2022 на Wayback Machine